# Psalm 21
Psalm 21 är en svensk skräckfilm som utspelar sig i norrländsk miljö från 2010 i regi av Fredrik Hiller. Filmen hade publikpremiär i Sverige den 5 november 2010. 

## Handling
Prästen Henrik Hornéus har alltid följt sin fars fotspår, men en dag bestämmer han sig för att lämna den norrländska byn för att istället börja predika för en församling i Stockholm. Men Henrik plågas fortfarande av sitt förflutna i form av hemska syner och mardrömmar - som handlar om hans sedan länge döda mor. När han får beskedet att hans far dött under mystiska omständigheter beger sig Henrik till sin hemort för att närvara vid begravningen och samtidigt försöka söka svar. I sin hemstad möts han av en sektliknande församling, och ju mer han gräver i det förflutna - desto aggressivare blir demonerna.

## Om filmen
Psalm 21 är skriven och regisserad av skådespelaren Fredrik Hiller, som med denna film debuterade som regissör. Filmen finansierades helt med privat kapital. Religion och barndomstrauman är centrala teman i Psalm 21, som utspelar sig i jämtländska Borgvattnet. Huset filmen spelas in i finns i Hållnäs (norra Uppland)

## Om titeln
Psalm 21 syftar inte på någon psalm i psalmboken utan på Psaltaren. Det centrala är dessa ord:
"9 Din hand skall nå alla dina fiender; din högra hand skall träffa dem som hata dig.
10 Du skall låta dem känna det såsom i en glödande ugn, när du låter se ditt ansikte. HERREN skall fördärva dem i sin vrede; eld skall förtära dem.
11 Deras livsfrukt skall du utrota från jorden och deras avkomma från människors barn."

## Rollista
- Jonas Malmsjö - Henrik Horneus
- Per Ragnar - Gabriel Horneus
- Björn Bengtsson - Olle Lidman
- Julia Dufvenius - Karolina
- Josefin Ljungman - Nora Lidman
- Niklas Falk - Ivar Lidman
- Görel Crona - Ajna Lidman
- Lena B. Eriksson - mamman
- Malin Arvidsson - Susanne
- Gunvor Pontén - Elsie
- Ingrid Luterkort - Gunn
- Louise Edlind - församlingskvinna
- Sten Elfström - församlingsfarbror
- Aksel Morisse - Håkan